# Edwin M. Martin

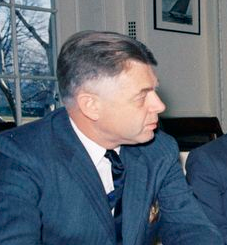
Edwin M. Martin (1963)

Edwin McCammon Martin (* 21. Mai 1908 in Dayton, Ohio; † 12. Januar 2002 in Washington, D.C.) war ein US-amerikanischer Diplomat, der unter anderem mehrmals Botschafter sowie von 1960 bis 1962 Assistant Secretary of State for Economic Affairs sowie zwischen 1962 und 1964 Assistant Secretary of State for Inter-American Affairs im US-Außenministerium war.

## Leben

### Studium, Zweiter Weltkrieg und Eintritt in den diplomatischen Dienst
Edwin McCammon Martin begann nach dem Schulbesuch zunächst ein postgraduales Studium an der Northwestern University, das er 1929 mit einem Bachelor of Arts (B.A.) abschloss. Danach absolvierte er zwischen 1929 und 1935 ein postgraduales Studium an der Northwestern University, erwarb allerdings keinen weiteren Studienabschluss, sondern arbeitete stattdessen von 1935 bis 1938 als Wirtschaftswissenschaftler im Zentralen Statistikamt des Handelsministeriums (Central Statistics Board) sowie zwischen 1938 und 1940 im Statistischen Amt des Arbeitsministeriums (Bureau of Labor Statistics). Nachdem er von 1940 bis 1941 Sonderassistent der Nationalen Verteidigungsberatungskommission (National Defence Advisory Commission) war, arbeitete er während des Zweiten Weltkrieges zwischen 1941 und 1943 als Assistent der Fabrikationsabteilung des Amtes für Produktsmanagement OPM (Office of Production Management) beziehungsweise des daraus im Januar 1942 hervorgegangenen Amtes für Kriegsproduktion (War Production Board). Zugleich war er 1942 auch Beigeordneter Leiter des Munitionsamtes sowie anschließend zwischen 1943 und 1944 erst Leiter der Dringlichkeitsabteilung des War Production Board, ehe er von 1944 bis 1945 stellvertretender Leiter einer Abteilung des Amtes für Strategische Dienste OSS (Office of Strategic Services) des Kriegsministeriums war.
Gegen Kriegsende trat Martin in den Dienst des US-Außenministeriums und war zu Beginn zwischen Mai und August 1945 Berater für Wirtschaftsangelegenheiten des Fernen Ostens sowie im Anschluss von August bis Oktober 1945 Berater für Wirtschaftsangelegenheiten von Japan. Im Anschluss fungierte er zwischen 1945 und 1947 als Leiter des Referats für Wirtschaftsangelegenheiten von Japan und Korea und im August 1946 kurzzeitig auch als kommissarischer Leiter des Referats für wirtschaftliche Sicherheitspolitik. Nachdem er von 1947 bis 1948 kommissarischer Leiter des Referats für Wirtschaftsangelegenheiten besetzter Gebiete war, übernahm er zwischen 1947 und 1949 den Posten als stellvertretender Leiter des Referats für internationale Handelspolitik. Im Anschluss fungierte er von 1949 bis 1952 als Leiter des Referats für europäische Regulierungsangelegenheiten sowie zwischen 1952 und 1953 als Sonderassistent von US-Außenminister Dean Acheson. Danach war er von 1954 bis 1957 stellvertretender Leiter der Ständigen Vertretung bei der NATO und den europäischen Regionalorganisationen in Paris sowie zugleich Vertreter beim Nordatlantikrat. Anschließend folgten von 1957 bis 1958 Verwendungen als Botschaftsrat an der Botschaft im Vereinigten Königreich sowie zwischen 1958 und 1960 als Generalkonsul in London.

### Assistant Secretary of Stateund Botschafter
Am 27. August 1960 wurde Edwin M. Martin zum Leiter der Unterabteilung Wirtschaftsangelegenheiten (Assistant Secretary of State for Economic Affairs) im Außenministerium ernannt und trat dieses Amt als Nachfolger von Thomas C. Mann am 4. September 1960 offiziell an. Er bekleidete dieses Amt bis zum 17. Mai 1962, woraufhin Gove Griffith Johnson, Jr. seine Nachfolge antrat. Im November 1961 fungierte er zudem als Erster Berater des Gemeinsamen US-amerikanisch-japanischen Ausschusses für Handels- und Wirtschaftsangelegenheiten. Er selbst wurde am 12. Mai 1962 zum Leiter der Unterabteilung Interamerikanische Angelegenheiten (Assistant Secretary of State for Inter-American Affairs) im US-Außenministerium ernannt und trat dieses Amt als Nachfolger von Robert F. Woodward am 18. Mai 1962 an. Er bekleidete dieses Amt bis zum 2. Januar 1964, woraufhin Thomas C. Mann am 3. Januar 1964 diese Aufgabe erneut übernahm.
Im Anschluss wurde Martin zum Botschafter der Vereinigten Staaten in Argentinien ernannt, wo er am 11. Juni 1964 als Nachfolger von Robert McClintock sein Akkreditierungsschreiben überreichte. Er verblieb auf diesem Posten bis zum 5. Januar 1968, woraufhin Carter L. Burgess sein dortiger Nachfolger wurde. Danach fungierte er zwischen 1968 und 1974 als Vorsitzender des Ausschusses für Entwicklungshilfe (Development Assistance Committee) der Organisation für wirtschaftliche Zusammenarbeit und Entwicklung (OECD). In dieser Verwendung wurde er am 11. August 1968 zum Career Ambassador ernannt. Danach bekleidete er von 1975 bis 1978 in der Weltbank den Posten des Vorsitzenden der Beratergruppe für Nahrungsmittelproduktion in Entwicklungsländern.
Edwin M. Martin engagierte sich ferner im Council on Foreign Relations und war Mitglied der akademischen Ehrengesellschaft Phi Beta Kappa. Aus seiner 1936 geschlossenen Ehe mit Margaret Milburn gingen eine Tochter und ein Sohn hervor.

## Veröffentlichung
- Kennedy and Latin America (1994)